# Fincantieri Tipo 550
Fincantieri Tipo 550 je označení rodiny korvet vyvinutých a stavěných italskou loděnicí Fincantieri. Celkem bylo postaveno 16 korvet tohoto typu.

## Varianty
Korvety Tipo 550:
| Třída                   | Námořnictvo                       | Obrázek          | Počet kusů                                                                                       | Poznámka |
| ----------------------- | --------------------------------- | ---------------- | ------------------------------------------------------------------------------------------------ | --- |
| Třída Assad al-Tadjier  | Libyjské námořnictvo              | Assad al-Tadjier | Assad al-Tadjier Assad Al Tougour Assad Al Kalij Assad Al Hudud                                  | vyřazeny |
| Třída Esmeraldas        | Ekvádorské námořnictvo            | Esmeraldas       | Esmeraldas (CM-11) Manabí (CM-12) Los Rios (CM-13) El Oro (CM-14) Galápagos (CM-15) Loja (CM-16) | aktivní |
| Třída Laksamana         | Malajsijské královské námořnictvo | Laksamana        | Laksamana Hang Nadim Laksamana Tun Abdul Jamil Laksamana Muhammad Amin Laksamana Tun Pusmah      | původně postaveny pro Irák jako třída Abdullah ibn Abi Serk, aktivní                                                    |
| Třída Mussa Ben Nussair | Irácké námořnictvo                |                  | Mussa Ben Nussair Tariq Ibd Ziad                                                                 | dokončeny roku 1986, kvůli embargu nepředány, roku 2014 ujednáno, že budou po modernizaci předány Iráckému námořnictvu. |